# RPL

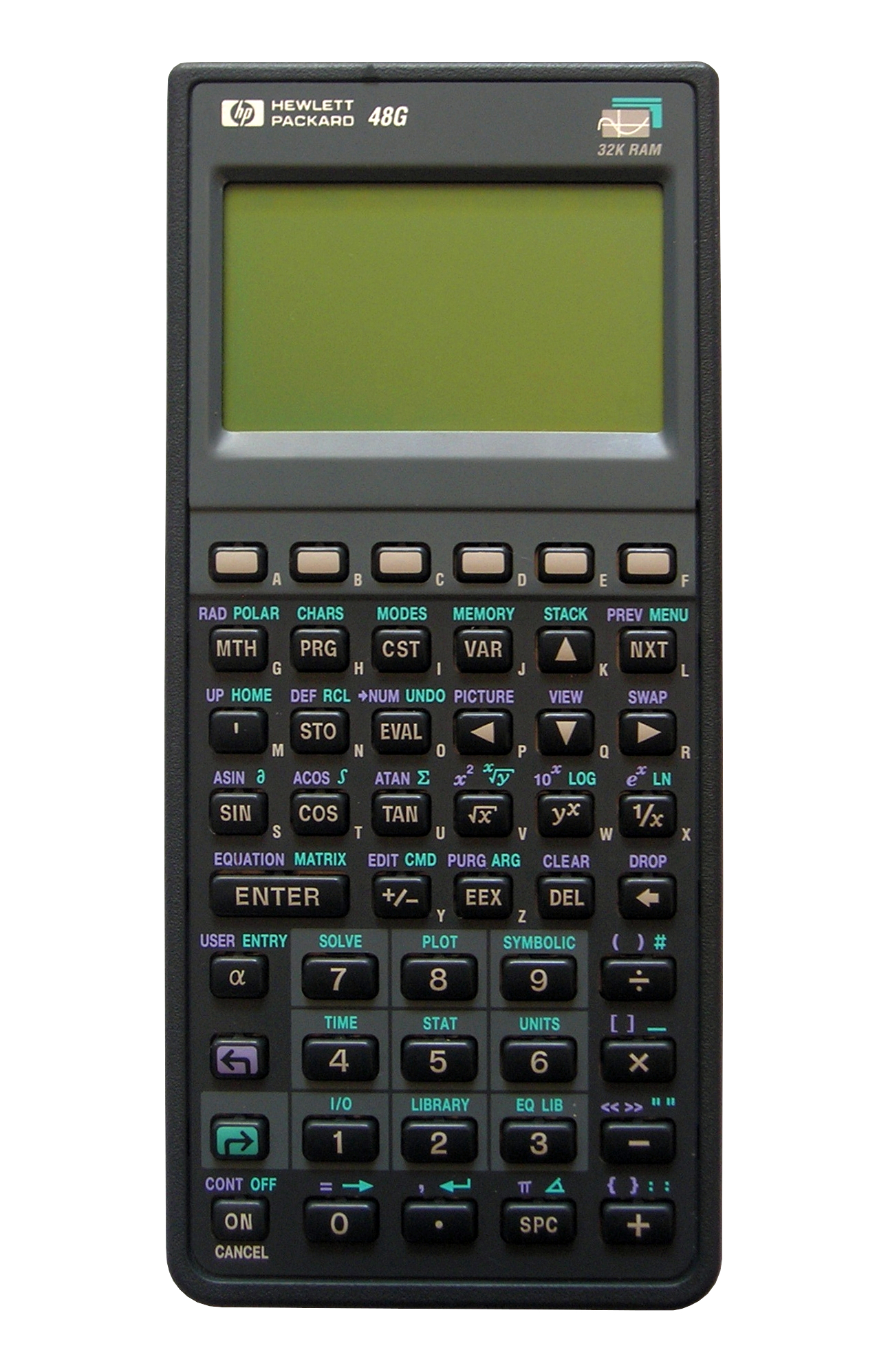
HP-48G utilisant le langage RPL.

Le RPL (de l'anglais  Reverse Polish Lisp selon ceux qui l'ont développé,,,,) est un langage de programmation procédural inventé par HP en 1984 pour ses calculatrices (HP-28, HP-48, HP-49 (en), HP-50g).

## Origine du nom
Il dérive des langages Forth (langage pour machines de 4e génération) et Lisp, dont le nom signifie « LISt Processor »,. Le RPL utilise la notation polonaise inverse.

## Fonctionnement
Ce langage utilise une pile et est pourvu des instructions classiques de boucles et tests. Il intègre également des commandes pour le traitement des listes.